# Droga wojewódzka nr 343
Droga wojewódzka nr 343 (DW343) – droga wojewódzka w województwie dolnośląskim. Od grudnia 2020 znajduje się w całości na terenie miasta Oborniki Śląskie, umożliwiając dojazd z drogi wojewódzkiej nr 342 do stacji kolejowej o tej samej nazwie.

## Dawny przebieg
Dawniej droga posiadała 65 km długości i łączyła drogę krajową nr 5 w Strzegomiu z drogą wojewódzką nr 340 w Wołowie.

## Miejscowości leżące przy trasie DW343
- Oborniki Śląskie (DW342)

### Dawny przebieg
- powiat wołowski
  - Wołów (DW340)
  - Żerkówek
  - Brzeg Dolny
  - Pogalewo Małe
  - Pogalewo Wielkie
  - Lubiąż
- powiat średzki
  - Malczyce
  - Wilczków
  - Kwietno
  - Dębice
  - Chełm
  - Budziszów Wielki
  - Bielany
  - Konary
  - Lusina
- powiat świdnicki
  - Bartoszówek
  - Strzegom